# Оклахома-Сіті Тандер
«Оклахома-Сіті Тандер» (англ. Oklahoma City Thunder) — професійна баскетбольна команда, заснована у 1967, розташована в місті Оклахома-Сіті (штат Оклахома). До 2008 року називалась «Сіетл Суперсонікс» і базувалась у Сіетлі. Команда є членом Північно-Західного дивізіону Західної конференції Національної баскетбольної асоціації. 
Домашнім полем для «Оклахома-Сіті» є Форд-центр.

## Статистика
В = Виграші, П = Програші, П% = Процент виграних матчів
| Сезон                | В    | П    | П%   | Плейоф                                                                                                  | Результати                                                                         |
| -------------------- | ---- | ---- | ---- | --- | ---------------------------------------------------------------------------------- |
| 1967-68              | 23   | 59   | .280 | |                                                                                    |
| 1968-69              | 30   | 52   | .366 | |                                                                                    |
| 1969-70              | 36   | 46   | .439 | |                                                                                    |
| 1970-71              | 38   | 44   | .463 | |                                                                                    |
| 1971-72              | 47   | 35   | .573 | |                                                                                    |
| 1972-73              | 26   | 56   | .317 | |                                                                                    |
| 1973-74              | 36   | 46   | .439 | |                                                                                    |
| 1974-75              | 43   | 39   | .524 | Виграли в першому раунді Програли в півфіналі конференції                                               | Сіетл 2, Детройт 1 Голден-Стейт 4, Сіетл 2                                         |
| 1975-76              | 43   | 39   | .524 | Програли в півфіналі конференції                                                                        | Фінікс 4, Сіетл 2                                                                  |
| 1976-77              | 40   | 42   | .488 | |                                                                                    |
| 1977-78              | 47   | 35   | .573 | Виграли в першому раунді Виграли в півфіналі конференції Виграли в фіналі конференції Програли в фіналі | Сіетл 2, Лос-Анджелес 1 Сіетл 4, Портланд 2 Сіетл 4, Денвер 2 Вашингтон 4, Сіетл 3 |
| 1978-79              | 52   | 30   | .634 | Виграли в півфіналі конференції Виграли в фіналі конференції Виграли в фіналі                           | Сіетл 4, Лос-Анджелес 1 Сіетл 4, Фінікс 3 Сіетл 4, Вашингтон 1                     |
| 1979-80              | 56   | 26   | .683 | Виграли в першому раунді Виграли в півфіналі конференції Програли в фіналі конференції                  | Сіетл 2, Портланд 1 Сіетл 4, Мілвокі 3 Лос-Анджелес 4, Сіетл 1                     |
| 1980-81              | 34   | 48   | .415 | |                                                                                    |
| 1981-82              | 52   | 30   | .634 | Виграли в першому раунді Програли в півфіналі конференції                                               | Сіетл 2, Х’юстон 1 Сан-Антоніо 4, Сіетл 1                                          |
| 1982-83              | 48   | 34   | .585 | Програли в першому раунді                                                                               | Портланд 2, Сіетл 0                                                                |
| 1983-84              | 42   | 40   | .512 | Програли в першому раунді                                                                               | Даллас 3, Сіетл 2                                                                  |
| 1984-85              | 31   | 51   | .378 | |                                                                                    |
| 1985-86              | 31   | 51   | .378 | |                                                                                    |
| 1986-87              | 39   | 43   | .476 | Виграли в першому раунді Виграли в півфіналі конференції Програли в фіналі конференції                  | Сіетл 3, Даллас 1 Сіетл 4, Х’юстон 2 Лос-Анджелес 4, Сіетл 1                       |
| 1987-88              | 44   | 38   | .537 | Програли в першому раунді                                                                               | Денвер 3, Оклахома-сіті 2                                                          |
| 1988-89              | 47   | 35   | .573 | Виграли в першому раунді Програли в півфіналі конференції                                               | Сіетл 3, Х’юстон 1 Лос-Анджелес 4, Сіетл 0                                         |
| 1989-90              | 41   | 41   | .500 | |                                                                                    |
| 1990-91              | 41   | 41   | .500 | Програли в першому раунді                                                                               | Портланд 3, Сіетл 2                                                                |
| 1991-92              | 47   | 35   | .573 | Виграли в першому раунді Програли в півфіналі конференції                                               | Сіетл 3, Голден-Стейт 1 Юта 4, Сіетл 1                                             |
| 1992-93              | 55   | 27   | .671 | Виграли в першому раунді Виграли в півфіналі конференції Програли в фіналі конференції                  | Сіетл 3, Юта 2 Сіетл 4, Х’юстон 3 Фінікс 4, Сіетл 3                                |
| 1993-94              | 63   | 19   | .768 | Програли в першому раунді                                                                               | Денвер 3, Сіетл 2                                                                  |
| 1994-95              | 57   | 25   | .695 | Програли в першому раунді                                                                               | Лос-Анджелес 3, Сіетл 1                                                            |
| 1995-96              | 64   | 18   | .780 | Виграли в першому раунді Виграли в півфіналі конференції Виграли в фіналі конференції Програли в фіналі | Сіетл 3, Сакраменто 1 Сіетл 4, Х’юстон 0 Сіетл 4, Юта 3 Чикаго 4, Сіетл 2          |
| 1996-97              | 57   | 25   | .695 | Виграли в першому раунді Програли в півфіналі конференції                                               | Сіетл 3, Фінікс 2 Х’юстон 4, Сіетл 3                                               |
| 1997-98              | 61   | 21   | .744 | Виграли в першому раунді Програли в півфіналі конференції                                               | Сіетл 3, Міннесота 2 Лос-Анджелес 4, Сіетл 1                                       |
| 1998-99              | 25   | 25   | .500 | |                                                                                    |
| 1999-00              | 45   | 37   | .549 | Програли в першому раунді                                                                               | Юта 3, Сіетл 2                                                                     |
| 2000-01              | 44   | 38   | .537 | |                                                                                    |
| 2001-02              | 45   | 37   | .549 | Програли в першому раунді                                                                               | Сан-Антоніо 3, Сіетл 2                                                             |
| 2002-03              | 40   | 42   | .488 | |                                                                                    |
| 2003-04              | 37   | 45   | .451 | |                                                                                    |
| 2004-05              | 52   | 30   | .634 | Виграли в першому раунді Програли в півфіналі конференції                                               | Сіетл 4, Сакраменто 1 Сан-Антоніо 4, Сіетл 2                                       |
| 2005-06              | 35   | 47   | .427 | |                                                                                    |
| 2006-07              | 31   | 51   | .378 | |                                                                                    |
| 2007-08              | 20   | 62   | .244 | |                                                                                    |
| Оклахома-Сіті Тандер |      |      |      | |                                                                                    |
| 2008-09              | 23   | 59   | .280 | |                                                                                    |
| 2009-10              | 50   | 32   | .610 | Програли в першому раунді                                                                               | Лос-Анджелес 4, Оклахома-Сіті 2                                                    |
| 2010-11              | 55   | 27   | .671 | Виграли в першому раунді Виграли в півфіналі конференції Програли в фіналі конференції                  | Оклахома-Сіті 4, Денвер 1 Оклахома-Сіті 4, Мемфіс 3 Даллас 4, Оклахома-Сіті 1      |
| Сума                 | 1825 | 1671 | .522 | |                                                                                    |
| Плейоф               | 115  | 118  | .494 | 1 чемпіонат                                                                                             |                                                                                    |